# 恵那市立恵那北小学校
恵那市立恵那北小学校（えなしりつ えなきたしょうがっこう）とは、岐阜県恵那市にある公立小学校。

## 通学区域
- 通学区域は笠置町全域、長島町久須見の一部、武並町藤の一部である。公立中学校の進学先は恵那市立恵那西中学校及び恵那市立恵那北中学校である[1]。

## 沿革
- 1966年（昭和41年）4月 - 「姫栗小学校」、「久棲小学校」、「河合小学校」を統合し、恵那市立恵那北小学校として開校。
- 2005年（平成17年）4月 - 恵那市立毛呂窪小学校を統合する。

## 交通アクセス
岐阜県道68号恵那白川線の南西沿線（標高点234 m）にあり、木曽川に架かる笠置橋の南西付近に位置する。